# (32569) Deming
(32569) Deming est un astéroïde de la ceinture principale.

## Description
(32569) Deming est un astéroïde de la ceinture principale. Il fut découvert le 20 août 2001 à Terre Haute par Chris Wolfe. Il présente une orbite caractérisée par un demi-grand axe de 2,86 UA, une excentricité de 0,13 et une inclinaison de 15,0° par rapport à l'écliptique.

## Compléments